# Polvese
Polvese (wł. Isola Polvese) – największa wyspa na Jeziorze Trazymeńskim, w Umbrii we Włoszech. Powierzchnia wyspy to ok. 5,4 km², obecnie niezamieszkana.